# Tommy Overstreet
Tommy Overstreet (Oklahoma City, Oklahoma, 10 de septiembre de 1937-Hillsboro, Oregón, 2 de noviembre de 2015) fue un cantante estadounidense de country.
Muy conocido como T.O. por sus fanes y pinchadiscos en la radio, Overstreet tuvo cinco éxitos en el top de sencillos del Billboard de country y 11 top ten. Su mejor temporada de éxito fue en la década de 1970.

## Biografía
Nacido en la ciudad de Oklahoma, Overstreet creció en las localidades tejanas de Houston y Abilene. Se decidió a emprender una carrera como cantante, influido en gran medida por su primo, Gene Austin, quien fue una estrella de la canción en las décadas de 1920 y 1930. Con 17 años, Overstreet comenzó a actuar cantando en el programa de televisión de la estrella de country y western Slim Willet en Abilene. A finales de la década de 1950, formó un grupo llamado The Shadows.
En 1960, Overstreet grabó en la ciudad de Nueva York para Roulette Records, con Doc Severinsen en la trompeta, Sam "The Man" Taylor en el saxofón y Ray Charles en los coros. En 1967 fue contratado para administrar el sello discográfico Dot Records en Nashville. En 1970 comenzó una exitosa carrera discográfica, hizo frecuentes apariciones como invitado en el programa de variedades de televisión Hee Haw. En 1971, el sencillo "Gwen (Congratulations)"	alcanzó el número 5 de la lista de éxitos country, al año siguiente "Ann (Don't Go Runnin')", llegó al número dos.
Overstreet murió en su casa en Oregón el 2 de noviembre de 2015. Había estado sufriendo de una variedad de dolencias no reveladas en los últimos años.

## Discografía

### Álbumes
| Año  | Álbum                                                  | US Country | Sello     |
| ---- | ------------------------------------------------------ | ---------- | --------- |
| 1971 | Gwen (Congratulations)                                 | 33         | Dot       |
| 1972 | This Is Tommy Overstreet                               | 22         | Dot       |
| 1972 | Heaven Is My Woman's Love                              | 9          | Dot       |
| 1973 | My Friends Call Me T.O.                                | 23         | Dot       |
| 1974 | Woman, Your Name Is My Song                            | 41         | Dot       |
| 1975 | I'm a Believer                                         | 38         | ABC/Dot   |
| 1975 | Greatest Hits Vol. One                                 | 18         | ABC/Dot   |
| 1975 | The Tommy Overstreet Show Live from the Silver Slipper | 36         | ABC/Dot   |
| 1976 | Turn On to Tommy Overstreet                            | 46         | ABC/Dot   |
| 1977 | Vintage '77                                            | 26         | ABC/Dot   |
| 1977 | Hangin' 'Round                                         | 44         | ABC/Dot   |
| 1978 | Better Me                                              | —          | ABC/Dot   |
| 1979 | I'll Never Let You Down                                | —          | Elektra   |
| 1980 | The Real Tommy Overstreet                              | —          | Elektra   |
| 1982 | The Best of Tommy Overstreet                           | —          | Elektra   |
| 1982 | Dream Lover                                            | —          | Intercord |
| 1983 | Good Lovin' Feelin'                                    | —          | Intercord |

### Sencillos
| Año  | Sencillo                                                          | Posición   | Posición | Posición    | álbum                                                  |
| Año  | Sencillo                                                          | US Country | US       | CAN Country | álbum                                                  |
| ---- | ----------------------------------------------------------------- | ---------- | -------- | ----------- | ------------------------------------------------------ |
| 1968 | "Every Day I Fall More in Love with You"                          | —          | —        | —           | singles only                                           |
| 1969 | "Watching the Trains Go By"                                       | —          | —        | —           | singles only                                           |
| 1969 | "Games People Play"                                               | —          | —        | —           | singles only                                           |
| 1969 | "Rocking a Memory (That Won't Go to Sleep)"                       | 73         | —        | —           | singles only                                           |
| 1970 | "Painted by the Wine"                                             | —          | —        | —           | singles only                                           |
| 1970 | "Good Day Sunshine"                                               | —          | —        | —           | singles only                                           |
| 1971 | "If You're Looking for a Fool"                                    | 56         | —        | —           | Gwen (Congratulations)                                 |
| 1971 | "Gwen (Congratulations)"                                          | 5          | 123      | 2           | Gwen (Congratulations)                                 |
| 1971 | "I Don't Know You (Anymore)"                                      | 5          | —        | 3           | Gwen (Congratulations)                                 |
| 1972 | "Ann (Don't Go Runnin')"                                          | 2          | —        | 1           | This Is Tommy Overstreet                               |
| 1972 | "A Seed Before the Rose"                                          | 16         | —        | 12          | Heaven Is My Woman's Love                              |
| 1972 | "Heaven Is My Woman's Love"                                       | 3          | 102      | 3           | Heaven Is My Woman's Love                              |
| 1973 | "Send Me No Roses"                                                | 7          | —        | 10          | My Friends Call Me T.O.                                |
| 1973 | "I'll Never Break These Chains"                                   | 7          | —        | 10          | My Friends Call Me T.O.                                |
| 1974 | "(Jeannie Marie) You Were a Lady"                                 | 3          | —        | 3           | Woman, Your Name Is My Song                            |
| 1974 | "If I Miss You Again Tonight"                                     | 8          | —        | 2           | I'm a Believer                                         |
| 1975 | "I'm a Believer"                                                  | 9          | —        | 9           | I'm a Believer                                         |
| 1975 | "That's When My Woman Begins"                                     | 6          | —        | 4           | The Tommy Overstreet Show Live from the Silver Slipper |
| 1975 | "From Woman to Woman"                                             | 16         | —        | 8           | single only                                            |
| 1976 | "Here Comes That Girl Again"                                      | 15         | —        | 23          | Turn On to Tommy Overstreet                            |
| 1976 | "Young Girl"                                                      | 29         | —        | 37          | Turn On to Tommy Overstreet                            |
| 1977 | "If Love Was a Bottle of Wine"                                    | 11         | —        | 12          | Vintage '77                                            |
| 1977 | "Don't Go City Girl On Me"                                        | 5          | —        | 5           | Vintage '77                                            |
| 1977 | "This Time I'm in It for the Love"                                | 20         | —        | —           | Hangin' 'Round                                         |
| 1978 | "Yes Ma'am"                                                       | 12         | —        | 15          | Hangin' 'Round                                         |
| 1978 | "Better Me"                                                       | 20         | —        | 34          | Better Me                                              |
| 1978 | "Fadin' In, Fadin' Out"                                           | 11         | —        | 18          | Better Me                                              |
| 1979 | "Tears (There's Nowhere Else to Hide)" (w/ The Nashville Express) | 91         | —        | —           | single only                                            |
| 1979 | "Cheater's Kit"                                                   | 45         | —        | 32          | Better Me                                              |
| 1979 | "I'll Never Let You Down"                                         | 27         | —        | —           | I'll Never Let You Down                                |
| 1979 | "What More Could a Man Need"                                      | 23         | —        | —           | The Real Tommy Overstreet                              |
| 1979 | "Fadin' Renegade"                                                 | 36         | —        | —           | The Real Tommy Overstreet                              |
| 1980 | "Down in the Quarter"                                             | 41         | —        | —           | The Real Tommy Overstreet                              |
| 1980 | "Sue"                                                             | 47         | —        | —           | The Best of Tommy Overstreet                           |
| 1980 | "Me and the Boys in the Band"                                     | 72         | —        | —           | The Best of Tommy Overstreet                           |
| 1983 | "Dream Maker"                                                     | 69         | —        | —           | Dream Maker                                            |
| 1983 | "Heart of Dixie"                                                  | 84         | —        | —           | Dream Maker                                            |
| 1984 | "I Still Love Your Body"                                          | 87         | —        | —           | singles only                                           |
| 1986 | "Next to You"                                                     | 74         | —        | —           | singles only                                           |